# Droga wojewódzka nr 201
Droga wojewódzka nr 201 (DW201) – droga wojewódzka w woj. zachodniopomorskim i woj. pomorskim o długości 30 km łącząca Szczecinek z Czarnem, następnie z drogą nr 22 pod Barkowem. Droga przebiega przez powiat szczecinecki i człuchowski.
Podlega Rejonowi Dróg Wojewódzkich Koszalin oraz RDW Chojnice.
Początkowy odcinek 5,691 km w woj. zachodniopomorskim ma status drogi klasy G.

## Miejscowości leżące przy trasie DW201
- Gwda Mała
- Czarne
- Wyczechy
- Bińcze
- Barkowo (województwo pomorskie)